# سفارة جزر القمر لدى السعودية
سفارة جزر القمر لدى السعودية هي الممثلية الدبلوماسية العليا لدولة جزر القمر لدى المملكة العربية السعودية. تقع السفارة في حي العليا في الرياض.